# 賴盆妹
賴盆妹（1933年—1996年），生於臺灣桃園市楊梅區，客家人，為企業家楊秉彝之妻，與他共同創辧了鼎泰豐。

## 生平
賴盆妹出身於楊梅客家庄中，父母在他三歲時雙雙過世，由其祖母與姑姑賴石妹帶大。1948年時離家至台北市，在恆泰豐油行工作，在此認識楊秉彝。1955年，與楊秉彝結婚。
1958年與楊秉彝共同創立鼎泰豐油行。隨著油行轉型，成為著名餐廳鼎泰豐。
1996年因肺癌過世。

## 家庭
與楊秉彝生有子女五人，長女楊美芳，長子楊紀華，次子楊國華，次女楊紀蘭與么女楊美蘭。

## 流行文化
2009年客家電視台連續劇《十里桂花香》，取材自楊秉彝與賴盆妹的愛情故事。由女演員曾寶儀與王琄分別飾演女主角賴盆妹的少女與中年時期。
由電視劇延伸，由伍中梅寫作的小說《照亮鼎泰豐的太陽》於2009年出版，以賴盆妹一生為主。